# 楊文欣
楊文欣（1962年7月17日—2025年2月24日），中華民國政治人物，曾任立法委員。其伯父為興農牛董事長楊天發。其父為長億關係企業創辦人楊天生，原臺中縣地區的一支地方派系「楊派」的代表人物。
2021年10月8日，臺中地方法院認定楊文欣等人以合法程序掩飾不法，以辦理「臺中市黎明自辦市地重劃區」從中牟取巨額利益，應予以嚴懲，依背信、偽造文書、違反公司法等罪判楊文欣合併應執行5年6個月徒刑，二審宣判4年10月，全案可上訴；黎明自辦市地重劃弊案還造成監察院糾正臺中市政府與違反黎明幼兒園意願強將其劃入重劃等爭議。

## 外部連結
立法院 （页面存档备份，存于）